# Cisticola carruthersi
Cisticola carruthersi е вид пойна африканска птица от разред Врабчоподобни.

## Разпространение
Птицата обитава заблатени местности обрасли с тръстика. Среща се в Субсахарска Африка в страните Бурунди, ДР Конго, Кения, Руанда, Танзания и Уганда.